# A hobbit: Váratlan utazás
A hobbit: Váratlan utazás (angolul: The Hobbit: An Unexpected Journey) egy 2012-es amerikai–új-zélandi fantasy-kalandfilm, amely a J. R. R. Tolkien regényéből készített háromrészes filmadaptáció első részét képezi. A filmet Peter Jackson rendezte, a producerek Carolynne Cunningham, Zane Weiner és Fran Walsh, a forgatókönyvírók Peter Jackson, a film rendezői székéről korábban lemondott Guillermo del Toro, valamint Philippa Boyens és Fran Walsh. A főszereplők Ian McKellen (Gandalf), Martin Freeman (Zsákos Bilbó), Richard Armitage (Tölgypajzsos Thorin), Ken Stott (Balin), Manu Bennett (Azog) és Hugo Weaving (Elrond).

## Szereplők

### Mágusok és tündék
- Ian McKellen, mint Szürke Gandalf
- Sylvester McCoy, mint Barna Radagast
- Cate Blanchett, mint Galadriel
- Hugo Weaving, mint Elrond
- Christopher Lee, mint Fehér Saruman
- Bret McKenzie, mint Lindír
- Lee Pace, mint Thranduil

### Hobbitok
- Martin Freeman, mint a fiatal Zsákos Bilbó
- Ian Holm, mint az öreg Zsákos Bilbó
- Elijah Wood, mint Zsákos Frodó

### Törpök
- Richard Armitage, mint Tölgypajzsos Thorin
- Ken Stott, mint Balin
- Graham McTavish, mint Dwalin
- Dean O'Gorman, mint Fili
- Aidan Turner, mint Kili
- John Callen, mint Óin
- Peter Hambleton, mint Glóin
- Mark Hadlow, mint Dori
- Jed Brophy, mint Nori
- Adam Brown, mint Ori
- William Kircher, mint Bifur
- James Nesbitt, mint Bofur
- Stephen Hunter, mint Bombur
- Jeffrey Thomas,  mint Thrór
- Mike Mizrahi, mint Thráin

### Orkok, koboldok és trollok
- Manu Bennett, mint Azog, a Pusztító ork
- Barry Humphries, mint a Nagy Kobold király
- John Rowls, mint Yazneg

### Egyéb teremtmények
- Andy Serkis, mint Gollam

## Cselekmény
Erebor feldúlása és az azanulbizari csata
Sok évvel a főszereplő Zsákos Bilbó kalandja előtt Smaug, a sárkány elfoglalta Középfölde törpjeinek legnagyobb birodalmát, a Hegymélyi Királynak nevezett Thrór által uralt Erebort, megölte lakóinak egy részét, elrabolta kincseiket és lerombolta az Erebor kapui előtt álló, emberek lakta várost, Suhatagot. Erebor törpjei elmenekültek, és megpróbálták visszavenni a törpök ősi birodalmát, az orkok által megszállt és a fajtájuk leggonoszabbja, a Pusztítónak nevezett Azog által uralt Moriát. Moria keleti kapui előtt, az Azanulbizar völgyében vívott csatában Azog megölte Thrór királyt, és megpróbálta megölni Thrór unokáját, Tölgypajzsos Thorint. Thorin azonban levágta fél kezét, Azog visszavonult Moriába, orkjait pedig visszaverték.
Zsáklakban
Hatvan évvel Erebor feldúlása után Tölgypajzsos Thorin tizenkét társával arra készül, hogy visszafoglalja a Magányos Hegyet. Szürke Gandalf, a mágusok rendjének egyik tagja a törpökkel tart, és megpróbál nekik útitársat találni a  jómódú megyei hobbit, Zsákos Bilbó személyében. A törpök elmennek Bilbó fényűző otthonába, a hobbitfalvai Zsáklakba, ahol megpróbálják meggyőzni a hobbitot arról, hogy csatlakozzon hozzájuk, Bilbó azonban, az út veszélyeitől félve visszautasítja ezt. A törpök másnap reggelre elmennek, de otthagyják a szerződést, amivel Bilbót az este hivatásos betörőként szerződtetni akarták. Amikor meglátja a szerződést, Bilbóban feltör a kalandvágy, aláírja a papírt és a törpök után megy, akiket sikeresen utol is ér.
A trollok
Gandalf megpróbálja rávenni Thorint, hogy menjenek el a tündék lakta településbe, Völgyzugolyba. Thorin, aki gyűlöli a tündéket, mert cserbenhagyták az orkok ellen vívott csatában, ezt visszautasítja. Gandalf megharagszik Thorinra és otthagyja a társaságot. Este két törp, Fili és Kili észreveszik, hogy óriási és ostoba teremtmények, trollok elrabolták a társasághoz tartozó pónikat. Bilbó odaoson a trollok tábortüzéhez, hogy kiszabadítsa a pónikat, de a trollok észreveszik. Ekkor megérkeznek a törpök, és csatát vívnak a trollokkal, de azok elfogják a hobbitot, és ezzel kényszerítik a törpöket, hogy tegyék le a fegyvereiket. A trollok fogságba ejtik és sütni kezdik a törpöket, de közben folyamatosan vitatkoznak. Vitájukból Bilbó megtudja, hogy a nap felkeltével a trollok kővé válnak, ezért addig húzza az időt, ameddig felkel a nap, a mágus visszatér, és amikor egy sziklát kettéhasít, a résen átragyogó napfény miatt a három troll kővé válik.
Dol Guldur
Miközben a törpök Eriadorban utaznak, a mágusok rendjének egy másik tagja, Barna Radagast, aki a keleti Bakacsinerdőben lakik, felfedezi, hogy az erdő beteg: a fák és a gombák elkorhadnak, az állatok pedig meghalnak. Radagast visszamegy a házába, Rhosgobelbe, ahol óriáspókok kezdik ostromolni a házat. Radagast mágikus hatalmával elkergeti a pókokat, és nyulak húzta szánján követi a támadókat a Fekete Mágus régi, lakatlannak hitt erődjéig, Dol Guldurig. Radagast bemegy az erődbe, ahol egy szellem megpróbálja megölni. Radagast elkergeti a szellemet, és felvesz egy Morgul-tőrt, majd meglátja a Fekete Mágust, aki denevéreket küld utána. Radagast elmenekül.
A varg-hajsza
Radagast megjelenik a trollok barlangja melletti völgyben, beszámol Gandalfnak a Dol Guldurban történtekről, és átadja Gandalfnak a Morgul-tőrt. Mikor Radagast menni készül, vargok támadnak rájuk. Radagast maga után csalja a vargokat, miközben Gandalf, a törpök és Bilbó menekülnek, de a pusztán beérik őket a vad farkasok. A törpök csatára készülnek, de Gandalf talál egy barlangot, egy titkos ösvénnyel, ami Völgyzugolyba vezet, bár ezt előre nem mondja meg a tündegyűlölő Thorinnak. Amikor bemennek az ösvény bejáratán, völgyzugolyi tündék jelennek meg, és ölni kezdik a vargokat, amik elmenekülnek. A törpök az ösvényen haladva eljutnak Völgyzugolyba.
Völgyzugoly
Völgyzugolyban a megrögzött tündegyűlölő Thorin és az általa vezetett törpök ellenségesen viselkednek az őket vendégül látó tünde-úrral, Elronddal. A tünde ennek ellenére teljesíti Gandalf kérését, és megnézi a Troll-üregben talált kardokat (mint később kiderül, a nevük Orcrist és Glamdring), valamint Thorin Erebort ábrázoló térképét. A térképen holdbetűket fedez fel, ezzel a szöveggel: „Állj a szürke kőhöz, amikor kopog a rigó, és a lenyugvó nap utolsó sugara Durin Napján a kulcslyukra süt.” Elrond rájön, hogy mi a törpök küldetésének igazi célja, ezért összeül a Fehér Tanács, melynek tagjai: Fehér Saruman, a mágusok rendjének vezetője; Gandalf; Elrond és Galadriel, Lórien úrnője. Saruman és Elrond ellenzik a törpök küldetését, de Gandalf elmeséli Radagast kalandját Dol Goldurban, és átadja a tanácsnak a Morgul-tőrt. Azzal érvel, hogy Smaug hatalmas eszköz lehetne a Dol Goldurban tanyázó Fekete Mágusnak. Saruman ezzel szemben tagadja a mágus létezését is. A tanácskozást az szakítja félbe, hogy a törpök távoznak Völgyzugolyból.
Kőóriások harca
A csapat sziklamászás közben rájön, hogy kőóriások harcába keveredett. A kőóriások sziklákat dobálnak egymáshoz.
A koboldok barlangjában
Egy barlangba jutnak, majd a koboldok föld alatti birodalmába, akik elfogják és lefegyverzik őket. Mielőtt Nagy Kobold király parancsára megölnék Thorint, Gandalf közbeavatkozásával megmenekülnek a kivégzéstől és sokakat lekaszabolnak. Eközben az eltévedt Bilbó szellemi párbajt vív Szméagollal, aki meg akarja őt enni. Bilbó korábban megtalálta Szméagol gyűrűjét, és amikor felveszi, láthatatlanná válik, így el tud menekülni a vérszomjas Szméagol elől és kijut a szabadba, ahol a csapat többi része várja. 
Összecsapás az orkokkal
Az ork felderítők a csapat nyomára bukkannak, és a nyomukba erednek, Azog vezetésével. A csapat a vargok elől fákra mászik, majd tűzlabdákat hajítanak rájuk. Azog Tölgypajzsos Thorinra támad és megsebesíti. A földön fekvő Thorint Bilbó közbeavatkozása menti meg Azog végzetes csapásától. Gandalf eközben pillangók segítségével óriássasok segítségét kéri, akik a hátukra veszik őket, mielőtt leesnének a szakadékba.
Feltűnik a vár
A sasok hátán nagy távolságot tesznek meg. Tölgypajzsos Thorin elnézést kér Bilbótól, amiért addig nem bízott benne, és azt mondta róla, hogy csak hátráltatja őket. A látóhatár szélén feltűnik Erebor, a Magányos Hegy.

## Bővített változat
A DVD-n és Blu-Rayen megjelent bővített változatba néhány extra jelenet is bekerült.
- A bevezető képsorokat kibővítették, melyből jobban kiviláglik, miért is haragszik Thranduil a törpökre a tündeékszer birtoklásáért. Emellett bemutatják Bard ősét, Giriont is, aki sikertelenül próbálta meg levadászni Smaugot.
- Megtudhatjuk, hogyan ismerte meg Gandalf Bilbót, még gyerekkorában.
- Gandalf látogatása után Bilbó vásárolni indul, és közben attól tart, hogy mindenhonnan őt figyelik.
- Kilinek megtetszik egy tündelány Völgyzugolyban, és rákacsint. Emiatt magyarázkodni kényszerül a többieknek, mulatságos módon.
- A törpök egy vidám dalt énekelnek étkezés közben Völgyzugolyban.
- Bilbó sétái közben felfedezi a Narsil töredékeit, és megtud egyet s más Isildurról és az Egy Gyűrűről.
- Bilbó és Elrond beszélgetése: a tündeúr közli vele, hogy szívesen látja őt, bármikor is jön újra.
- A törpök viselkedése sokakat megbotránkoztat, például amikor egy szökőkútban fürdenek.
- Gandalf és Elrond beszélgetése, ahol Elrond kétségeit fejezi ki a törpök vállalkozásával kapcsolatban.
- A Fehér Tanácsban Gandalf aggódva közli, hogy Thorin apját a törpök Hét Gyűrűjének egyikével együtt ejtették fogságba. Saruman szerint azonban ennek nincs jelentősége, hiszen az Egy Gyűrű is elveszett.
- A koboldok királya kapott egy új dalt és egy hosszabb kivallatási jelenetet.

## Díjak és jelölések
- 2013 – BAFTA-díj jelölés – Legjobb vizuális effektusok – (Joe Letteri, Eric Saindon, David Clayton, R. Christopher White)
- 2013 – BAFTA-díj jelölés – Legjobb hang – (Tony Johnson, Christopher Boyes, Michael Hedges, Michael Semanick, Brent Burge, Chris Ward)
- 2013 – BAFTA-díj jelölés – Legjobb smink – (Peter Swords King, Richard Taylor, Rick Findlater)
- 2013 – Oscar-díj jelölés – Legjobb látványtervezés – (Dan Hennah, Ra Vincent, Simon Bright)
- 2013 – Oscar-díj jelölés – Legjobb smink – (Tami Lane, Rick Findlater, Peter King)
- 2013 – Oscar-díj jelölés – Legjobb vizuális effektusok – (Joe Letteri, Eric Saindon, David Clayton, R. Christopher White)